# Droga krajowa 43

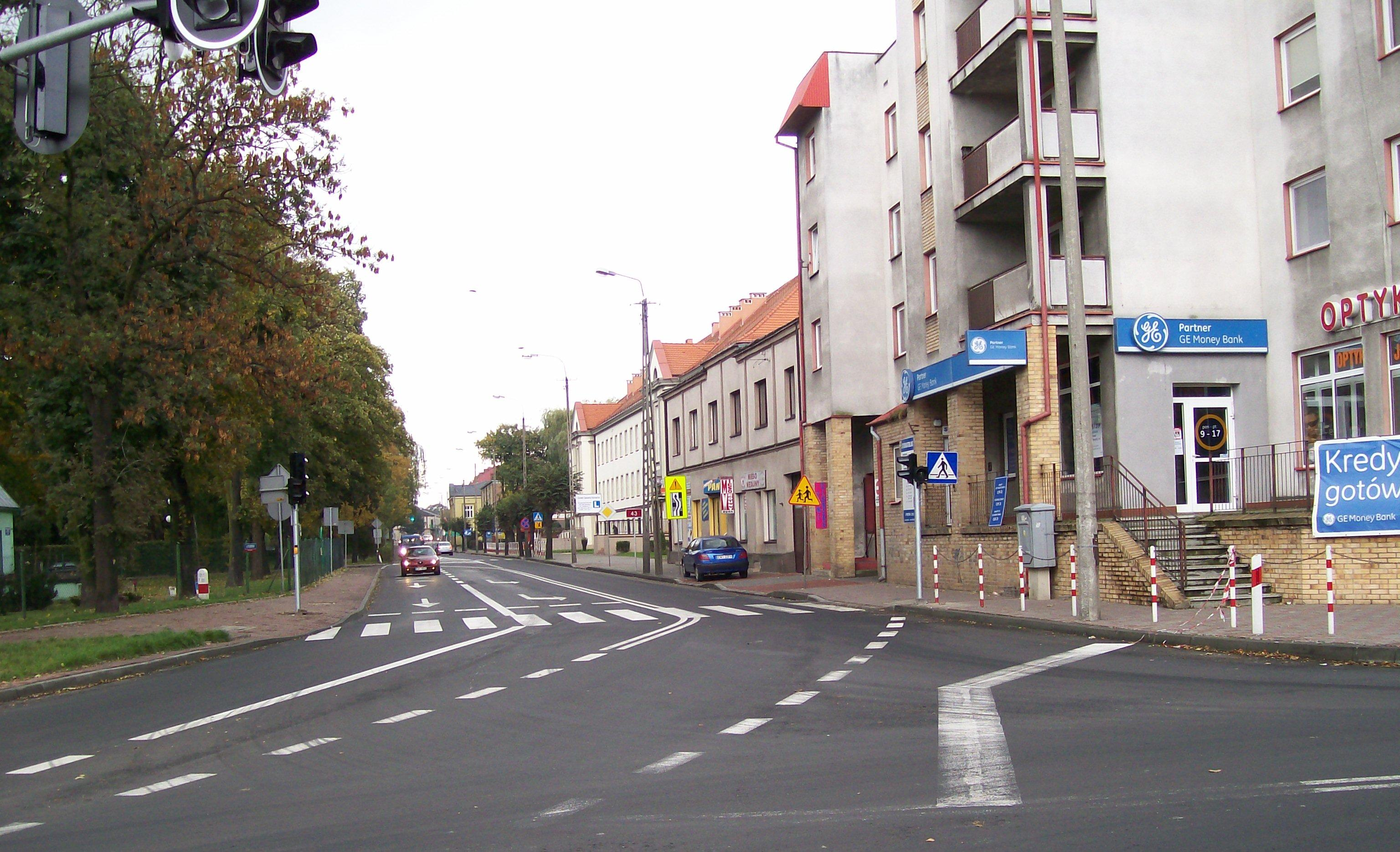
DK43 In Stadtzentrum den Wieluń (Piłsudski-Straße)

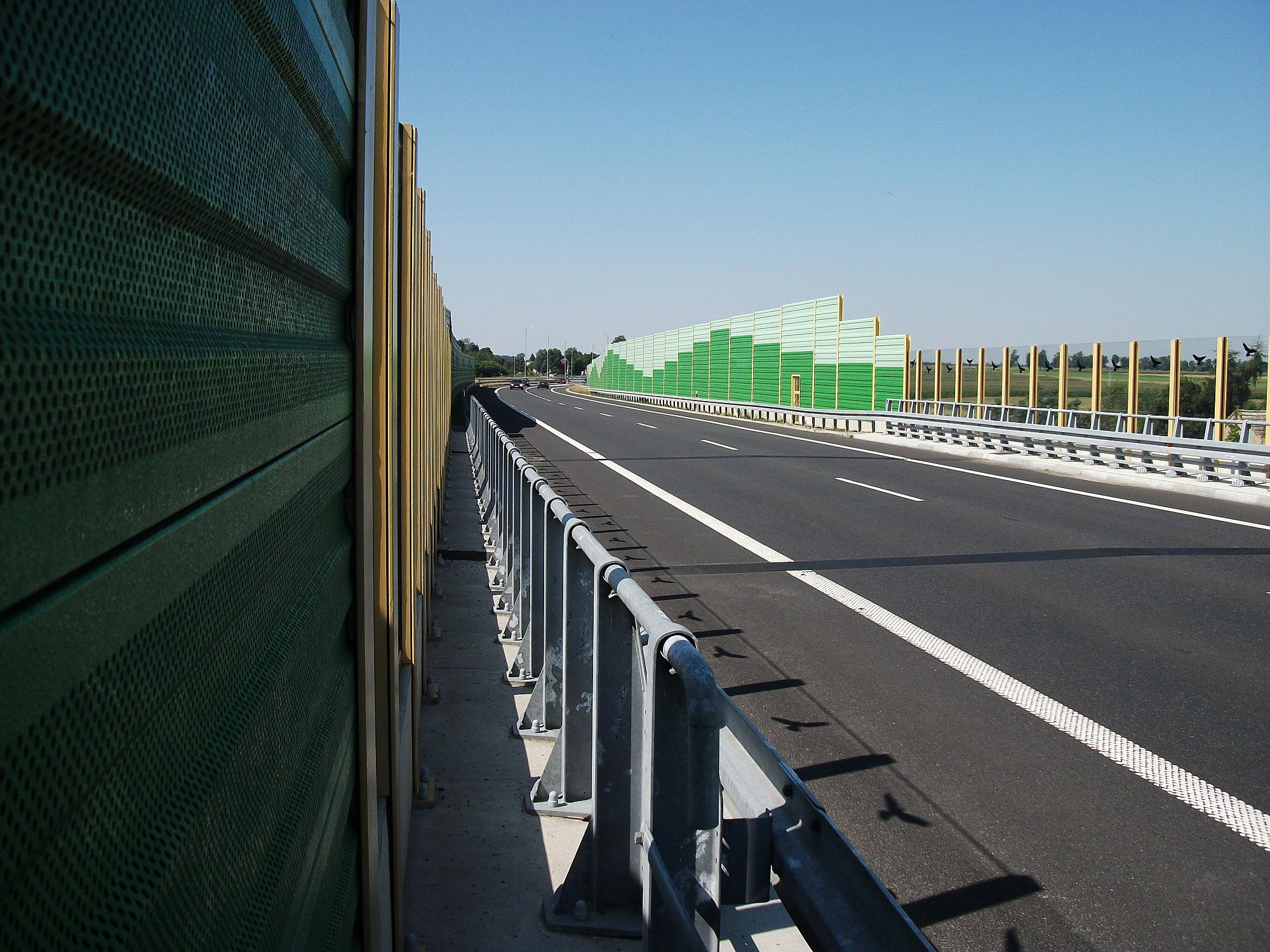
Ortsumgehung Krzepice

Die Droga krajowa 43 (DK 43) ist eine Landesstraße in Polen. Sie verläuft vom Częstochowa nach Wieluń. Die Straße ist 75,5 km lang und durchzieht drei Woiwodschaften:
- Woiwodschaft Schlesien
- Woiwodschaft Opole
- Woiwodschaft Łódź.

## Geschichte
Die Straße von Sieradz über Wieluń nach Tschenstochau wurde durch das polnische Straßengesetz vom 10. Dezember 1920 zur Staatsstraße (droga państwowa) erklärt.
1985 wurde das polnische Straßennetz neu geordnet. Die bisherigen Staatsstraßen (droga państwowa) wurden in Landesstraßen (droga krajowa) umbenannt und neu nummeriert. Die Straße von Wieluń nach Częstochowa wurde ab 1986 als Droga krajowa Nr. 489 bezeichnet.
2003 wurde die Nummerierung des Straßennetzes dahingehend geändert, dass alle Landesstraßen mit zweistelligen Nummern und alle Woiwodschaftsstraßen mit dreistelligen Nummern gekennzeichnet wurden. Deshalb wurde die DK 489 in DK 43 umbenannt.

## Verlauf
Woiwodschaft Łódź, Powiat Wieluński:
- Wieluń (DK8, DK45)

Woiwodschaft Opole, Powiat Oleski:
- Rudniki (DK42)
- Jaworzno (DK42)

Woiwodschaft Schlesien, Powiat Kłobucki:
- Krzepice (Ortsumgehung)
- Kłobuck

Powiat Grodzki Częstochowa (Stadtkreis Częstochowa)
- Częstochowa (DK1, DK46, DK91)